# Fuchsia sylvatica
Fuchsia sylvatica är en dunörtsväxtart som beskrevs av George Bentham. Fuchsia sylvatica ingår i släktet fuchsior, och familjen dunörtsväxter. Inga underarter finns listade i Catalogue of Life.

## Bildgalleri

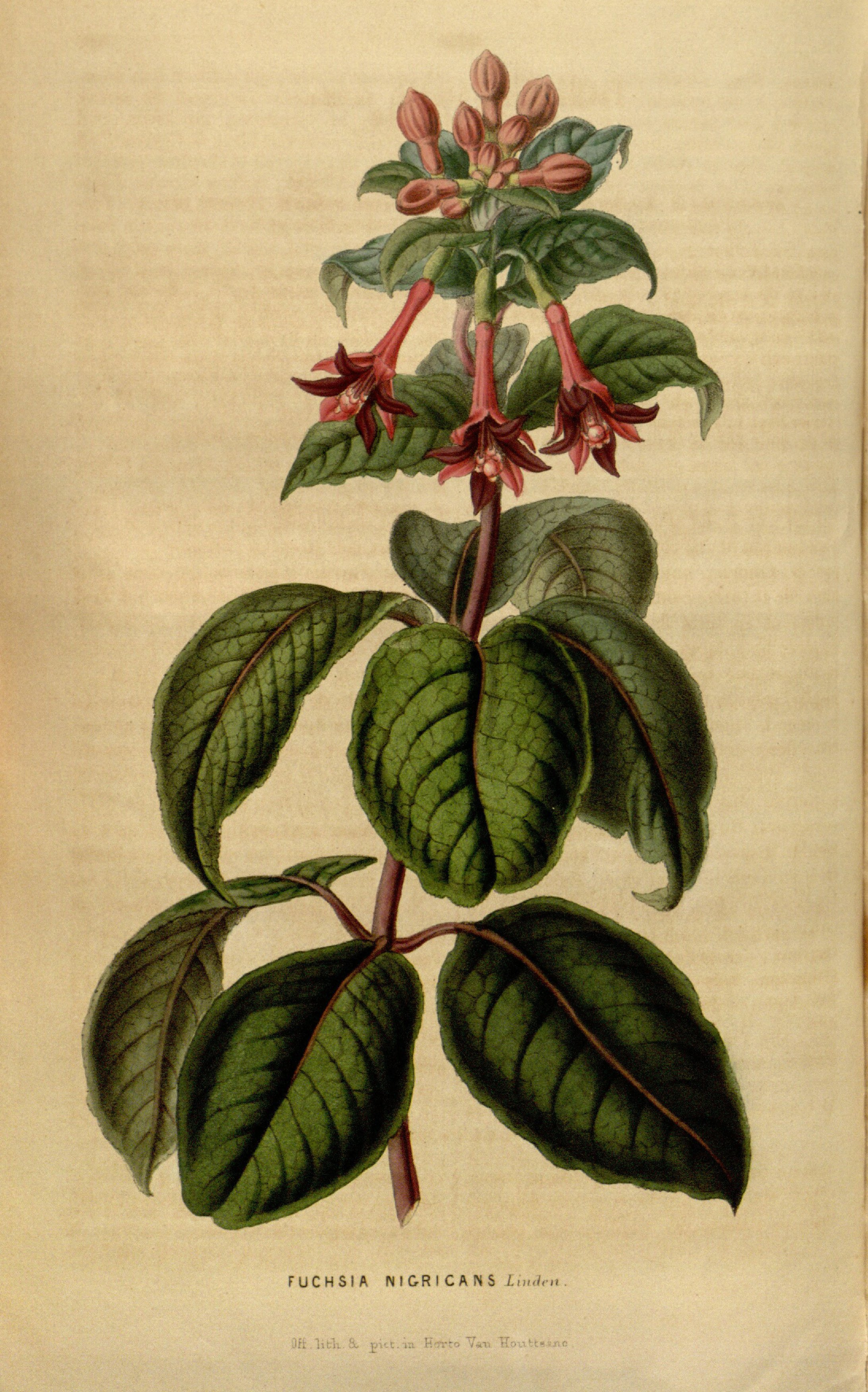